# آدرین کوستا
آدرین کوستا (انگلیسی: Adrien Costa؛ زادهٔ ۱۹ اوت ۱۹۹۷ ‏(۲۷ سال)) دوچرخه‌سوار اهل ایالات متحده آمریکا است.
از باشگاه‌هایی که در آن بازی کرده‌است می‌توان به تیم کوئیک‌استپ فلورز اشاره کرد.
وی در مسابقات کشوری و بین‌المللی در مجموع برندهٔ ۲ مدال نقره شده‌است.